# Roger Westman
Roger Ulick Branch Westman, född 16 september 1939 i Jarrow, Durham, död 29 april 2020 i London, Storbritannien, var en brittisk arkitekt, möbelformgivare och designer. Westman designade många hus i Storbritannien och är förmodligen bäst känd för sina bidrag till hållbar arkitektur.

## Arkitektur
Westmans arbete inom arkitektur sträckte sig över mer än ett halvt sekel, där han designade byggnader som sociala bostäder i utsatta områden i London, Jerma Palace Hotel i Marsaskala i Malta och museer över hela Europa.
Roger Westman var gästföreläsare vid olika brittiska universitet under många år. Han föreläste vid University of Cambridge, University of Oxford, University of Bath, University of Kent i Canterbury, Oxford Brookes University, The Bartlett and Architectural Association. Han föreläste också vid mer än ett tillfälle vid ETH Zürich, Kungliga Tekniska högskolan i Stockholm, Kunstakademiets Arkitektskole i Köpenhamn och Münchens tekniska universitet. Hans föreläsningar tenderade att fokusera på framtiden för sociala bostäder, stadsplanering och praktiska strategier för hållbar arkitektur.

## Utmärkelser
- RIBA South West Award 1980
- RIBA National Award 1982
- Berliner Kunstpreis 1984
- V&A Illustration Award 1989
- Swiss Architectural Award 1991
- RIBA National Award 1996
- RIBA President’s Award 1997
- Commission for Architecture and the Built Environment 1999
- European Solar Prizes (urban planning) 2000